# ラグビー・ヨーロッパ・スーパーカップ
ラグビー・ヨーロッパ・スーパーカップ(Rugby Europe Super Cup)は、ラグビーヨーロッパが主催のラグビーユニオンクラブのカップ戦である。2021年、創設。

## 大会フォーマット
2グループに分けて、各グループでホーム・アンド・アウェー方式の総当り戦を戦い、グループAは総当り戦の順位で優勝を決めて、グループBは総当り戦の後に1位・2位チームと3位・4位チームでそれぞれ順位決定戦を行う。

## 2024シーズン参加チーム

### グループA
- ブラックライオン( ジョージア)
- カスティーリャ・イ・レオン・イベリアンス( スペイン)
- ルシタノスXV( ポルトガル)

### グループB
- ブリュッセル・デヴィルズ( ベルギー)
- デルタ( オランダ)
- ルーマニアン・ウルブズ( ルーマニア)
- ボヘミア・ラグビー・ウォリアーズ( チェコ)

## 過去の参加チーム
- エニセイSTM( ロシア・2021-2022年シーズン)
- ロコモティブ・ペンザ( ロシア・2021-2022年シーズン)
- バトゥミRC( ジョージア・2022-2023年シーズン)
- テルアビブ・ヒート( イスラエル・2021-2023年シーズン)

## 歴代決勝戦記録

### 2021–2023
| シーズン | 優勝                             | スコア | 準優勝                             | 会場                                                    | 観衆  |
| -------- | -------------------------------- | ------ | ---------------------------------- | ------------------------------------------------------- | ----- |
| 2021/22  | ブラックライオン （ ジョージア） | 17–14  | ルシタノスXV （ ポルトガル）       | ジャモル・ハイパフォーマンス・スポーツセンター リスボン | 不明  |
| 2022     | ブラックライオン （ ジョージア） | 29–17  | テルアビブ・ヒート （ イスラエル） | アヴチャラ・スタジアム トビリシ                         | 1,900 |
| 2023     | ブラックライオン （ ジョージア） | 27–17  | テルアビブ・ヒート （ イスラエル） | アヴチャラ・スタジアム トビリシ                         | 1,500 |

### 2024–
| Year |                  | Pool A       | Pool A                                   | Pool A                 |  | Pool B |
| Year | Winner           | Runner-up    | 3rd place                                | Winner                 |  |        |
| 2024 | ブラックライオン | ルシタノスXV | カスティーリャ・イ・レオン・イベリアンス | ルーマニアン・ウルブズ |  |        |